# Фернандес, Мэнни
Эммануэ́л «Мэнни» Ферна́ндес (англ. Emmanuel «Manny» Fernandez; 27 августа 1974, Этобико, Онтарио, Канада) — бывший профессиональный канадский хоккеист. Выступал в НХЛ за «Даллас Старз», «Миннесоту Уайлд» и «Бостон Брюинз» на позиции вратаря. Племянник известного хоккеиста и тренера Жака Лемэра, под руководством которого выступал за «Миннесоту». Обладатель золотых медалей молодёжного чемпионата мира 1994 года.

## Игровая карьера

### Клубная карьера
Мэнни Фернандес был выбран на драфте НХЛ в 1992 году клубом «Квебек Нордикс» в третьем раунде под общим 52 номером. Спустя два года, 13 февраля 1994 года, «Нордикс» обменяли Фернандеса в «Даллас Старз» на шведского защитника Томми Шёдина и выбор в третьем раунде драфта-1994 («Нордикс» выбрали нападающего Криса Друри). До этого обмена Фернандес выступал в юниорской лиге Квебека за «Лаваль Титан», а после стал играть за фарм-клуб «Старз» в Международной хоккейной лиге «Каламазу Уингз».
За основу «Далласа» до 1999 года Фернандес провел всего 10 матчей. В сезоне 1999/00 после ухода из команды Романа Турека Мэнни стал вторым вратарем команды после Эда Бельфора. «Даллас» дошёл до финала Кубка Стэнли, а Фернандес показал лучший результат отраженных бросков в регулярном сезоне.
12 июня 2000 года Фернандес и защитник Брэд Лукович перешли в новичка НХЛ — клуб «Миннесота Уайлд». Взамен «Даллас» получил два выбора на драфте: в третьем раунде 2000 года (нападающий Юэль Лундквист) и в четвёртом раунде 2002 года (позднее выбор вернулся обратно в «Миннесоту», был обменян в «Лос-Анджелес», а «короли» выбрали защитника Аарона Рома). За «Миннесоту» Фернандес провел шесть сезонов, играя в паре сначала с Джейми Макленнаном, потом с Дуэйном Ролосоном и с Никласом Бекстремом. В свой последний сезон за «дикарей» — 2006/07 — выиграл вместе с Бекстремом Уильям М. Дженнингс Трофи — награда ежегодно вручаемая вратарю (вратарям), сыгравшему в регулярном чемпионате не менее 25 матчей за команду, пропустившую наименьшее количество шайб.
После подписания нового контракта с Никласом Бекстрёмом на сумму более 3-х миллионов долларов позиции Фернандеса в «Миннесоте» ослабли. Появилась информация, что вратаря хотят видеть у себя «Флорида Пантерз» и «Бостон Брюинз». В итоге 1 июня 2007 года Фернандес перешёл в «Бостон», а в «Миннесоту» отправились нападающий Петр Калуш и выбор в четвёртом раунде драфта 2009 года (нападающий Александр Фэлльстрём). В «Бостоне» Фернандес должен был стать основным вратарем, но в начале сезона он выглядел неуверенно и потерял место в стартовом составе, уступив его Тиму Томасу. А 30 октября 2007 года получил травму левого колена, из-за которой был вынужден пропустить остаток сезона. Новый сезон Мэнни начал как дублёр Томаса, провел 28 матчей и во второй раз в карьере выиграл Уильям М. Дженнингс Трофи. По окончании сезона у Фернандеса закончился контракт с «Бостоном», а «Брюинз» не стали предлагать вратарю новый. Фернандес также склонялся к завершению карьеры игрока из-за травм спины.

### В сборной
Мэнни Фернандес играл за молодёжную сборную Канады на чемпионате мира 1994 года. Канада заняла первое место, а Фернандес отыграл три матча.